# Kanton Ghisonaccia
Ghisonaccia is een kanton van het Franse departement Haute-Corse. Het kanton maakt deel uit van het Corte. In 2021 telde het 9.695 inwoners.

Het kanton werd gevormd ingevolge het decreet van 26 februari 2014 , met uitwerking op 22 maart 2015, met Ghisonaccia als hoofdplaats.

## Gemeenten
Het kanton omvat volgende 20 gemeenten:
- Aghione
- Aléria
- Altiani
- Ampriani
- Antisanti
- Campi
- Casevecchie
- Ghisonaccia
- Giuncaggio
- Linguizzetta
- Matra
- Moïta
- Pancheraccia
- Pianello
- Piedicorte-di-Gaggio
- Pietraserena
- Tallone
- Tox
- Zalana
- Zuani